# Saa
Saa är en ort i Kamerun.   Den ligger i regionen Centrumregionen, i den centrala delen av landet, 60 km norr om huvudstaden Yaoundé. Saa ligger 512 meter över havet och antalet invånare är 5 727.
Terrängen runt Saa är huvudsakligen platt, men västerut är den kuperad. Trakten runt Saa är ganska tätbefolkad, med 149 invånare per kvadratkilometer. Det finns inga andra samhällen i närheten. I omgivningarna runt Saa växer i huvudsak städsegrön lövskog.